# Musiktechnik
Musiktechnik umfasst alle technischen Verfahren und Geräte, die bei der Erzeugung, Aufnahme, Bearbeitung und Wiedergabe von Musik eingesetzt werden. Dies beinhaltet einerseits die Produktionstechnik (Mischpulte, Aufnahme- und Mastering-Techniken, analog oder digital), andererseits die Live-Technik (PA-Anlagen, Verstärker, Bühnenmonitoring, Beschallungssysteme) sowie die Instrumententechnik (elektronische Instrumente, Synthesizer, MIDI-Schnittstellen, Sensor-Controller etc.). Bereits seit dem 19. Jahrhundert erleben wir einen stetigen Wandel: Erste Schallaufzeichnungsgeräte wie Edisons Phonograph (1877) und spätere Grammophone bildeten die Grundlage für eine rapide Entwicklung der Musiktechnik. Im 20. Jahrhundert wurden Tonbänder und Mehrspur-Aufnahmen Standard, in den 1960er Jahren brachten Synthesizer wie der 1964 von Robert Moog entwickelte modulare Moog-Synthesizer den Analog-Synthesizer auf den Markt. Mit der Einführung des MIDI-Protokolls (1982) und moderner Computer arbeiteten Toningenieure zunehmend digital – heute können ganze Orchesterklänge per Software erzeugt und zuhause produziert werden. Jede dieser Etappen bot neue kreative Möglichkeiten, löste aber auch Diskussionen aus (zum Beispiel über den „warmen“ Klang analoger versus digitaler Technik).

## Geschichte der Musiktechnik

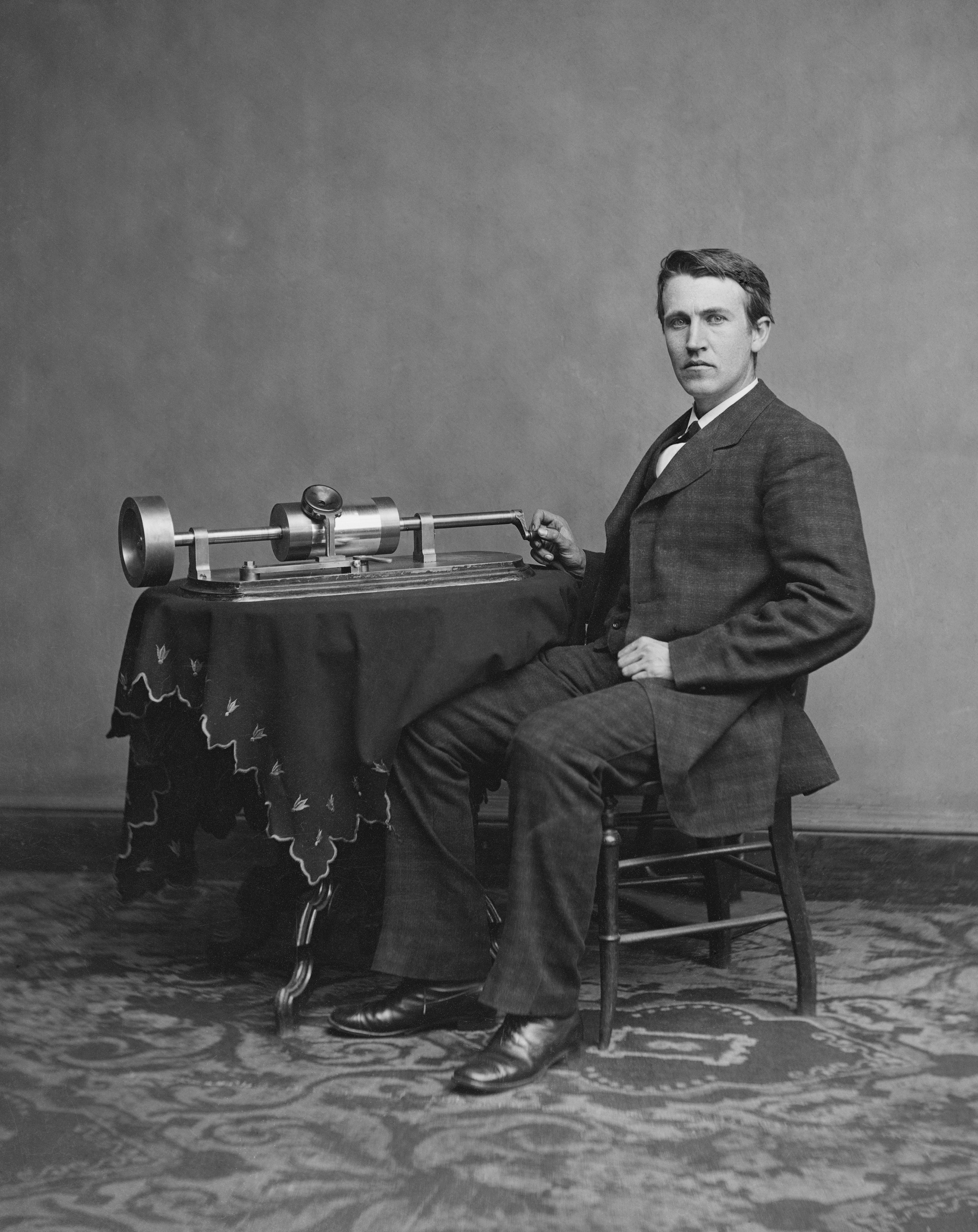
Thomas Edison mit einem frühen Phonograph

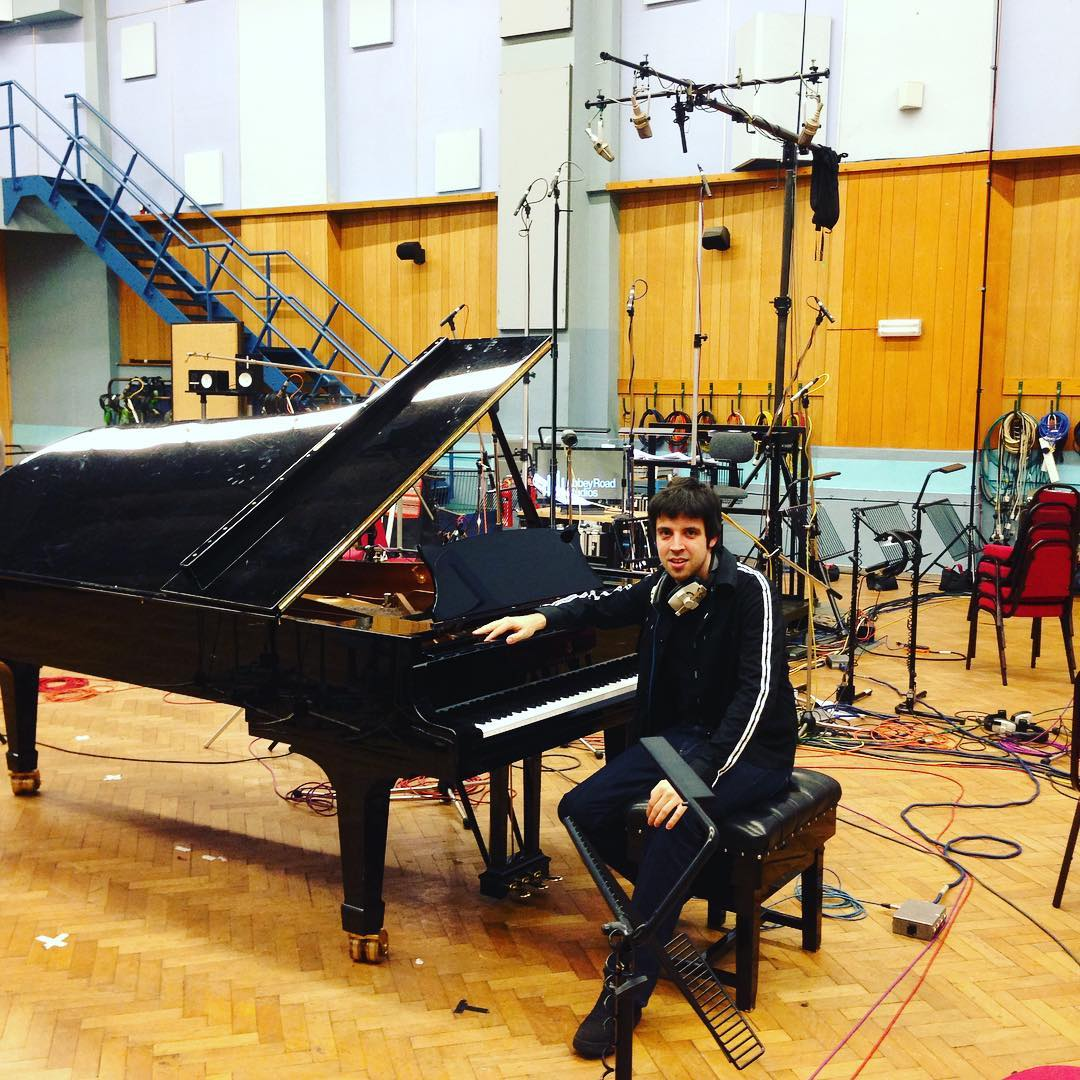
Der Pianist Dominic Ferris in den Abbey Road Studios

Die mechanische Aufzeichnung begann im 19. Jahrhundert. 1877 erfand Thomas Edison den Phonographen – auf einer Wachswalze konnte er erstmals eigene Stimme („Mary had a little lamb“) aufnehmen und wiedergeben. 1888 verbesserten Charles Bell und Charles Sumner Tainter Edisons Gerät, indem sie statt Zinnfolie Wachszylinder verwendeten. Damit entstand das Graphophon mit deutlich besserem Klang. Ebenfalls 1887 meldete Emil Berliner in den USA ein Patent an, das die flache Schallplatte (Grammophon) etablierte. Berliner ersetzte die Walze durch ein beschichtetes Metallplättchen und markierte damit den Beginn des Schallplattenzeitalters.
Die elektrische Aufzeichnung löste um die Mitte der 1920er Jahre das akustische Verfahren ab. Ab 1924 ermöglichte die Kombination aus Mikrofon und Röhrenverstärker erstmals, Schallwellen in ein elektrisches Signal zu wandeln und so auch leise Instrumente mit hohem Frequenzumfang aufzunehmen. Diese Technik verbesserte die Klangqualität dramatisch und wurde von Plattenfirmen schnell übernommen. 1931 errichtete die Gramophone Company (Vorgänger von EMI) in London die Abbey Road Studios – hier entstanden bald viele bekannte Aufnahmen. Berühmt wurde Abbey Road vor allem in den 1960er Jahren: Die Beatles nutzten das Studio für zahlreiche bahnbrechende Aufnahmetechniken. 
Magnetband-Ära (1950er–1970er): Nach dem Zweiten Weltkrieg setzte sich das Tonbandverfahren durch. Deutsche Magnetophone (entwickelt auf Pfleumers Band 1928) gelangten über den US-Techniker Jack Mullin in die USA; 1948 stellte die Firma Ampex den ersten erfolgreichen Magnetbandrekorder (Model 200A) vor. In der Folge entstanden Mehrspur-Tonbandgeräte, etwa der erste 8-Spur-Recorder (Ampex) für den Studiopionier Les Paul (1957). Das Tonband erleichterte das Schneiden, Überlagern und Nachbearbeiten von Audio erheblich. Pop- und Rock-Produktionen gewannen dadurch an Komplexität: Phil Spector schichtete ab Mitte der 1960er Jahre zahllose Spuren zu seiner „Wall of Sound“ – diese künstlerische Dichte war erst durch die Mehrspurtechnik möglich. Auch Bands wie Pink Floyd nutzten das voll aus: Für Dark Side of the Moon (1973) nahm Pink Floyd in Abbey Road auf einem 16-Spur-Studer-Bandgerät auf – das war damals eine High-Tech-Neuheit in Großbritannien. Kraftwerk, gegründet 1970 in Düsseldorf, gilt als Pionier der elektronischen Musik und Elektropop. In den 1970er-Jahren experimentierten sie mit analogen Synthesizern und Sequenzern in ihren Köln- und Düsseldorf-Studios, lange bevor die digitale Technik allgegenwärtig wurde.

## Musikproduktionstechnik (analog und digital)
In der Produktionstechnik unterscheidet man klassisch zwischen analoger und digitaler Aufnahme. Analoge Systeme basieren auf kontinuierlicher Aufzeichnung, etwa auf Schallplatten oder Magnetband. Historisch kamen zunächst elektrische Analogmischpulte, Tonbandgeräte und Röhrenvorverstärker zum Einsatz. Diese Techniken lieferten einen charakteristischen „warmen“ Klang – Ingenieure schätzen sie bis heute aus klangästhetischen Gründen. Die Analogsynthese (subtraktive, FM etc.) sowie analoge Effekte (Hallfedern, Band-Echo) prägten viele Musikstile der 1960er/1970er Jahre.
Seit den 1980er Jahren dominieren dagegen digitale Aufnahmesysteme: Digital-Analog-Wandler erlauben Aufnehmen, Schneiden und Mischen vollständig am Computer. Durch Sampling und virtuelle Instrumente können Klänge exakt reproduziert oder kreativ verfremdet werden. Beispielsweise ist es heute möglich, ein gesamtes Orchesterklangbild per Software zu erzeugen, was einst nur mit Großaufnahmen möglich war. Digitale Signalprozessoren (DSP) liefern präzise Effekte (EQ, Kompression, Hall) und automatisierte Bearbeitungsschritte. Moderne Produktionsumgebungen verbinden oft das Beste aus beiden Welten: Während analoge Vorverstärker und Preamps teilweise erhalten bleiben, geschieht der Großteil der Bearbeitung digital. Insgesamt ist der Produktionsprozess heute deutlich kostengünstiger und zugänglicher als früher.

## Live-Musiktechnik (PA-Systeme, Monitoring, Mischpulte)
Die Live-Musiktechnik sorgt dafür, dass Musik bei Konzerten und Veranstaltungen optimal übertragen wird. Zentral ist die PA-Anlage (Public Address): Sie besteht aus Mischpult, Leistungsverstärkern und Beschallungslautsprechern, um den Ton an das Publikum abzugeben. Eine PA-Anlage „dient der Wiedergabe von Sprache oder Musik an ein Publikum“ und deckt große Flächen möglichst gleichmäßig mit Schall ab. Das Mischpult fasst am Veranstaltungsschauplatz (z. B. vor der Bühne) die Eingangsquellen – Mikrofone, Instrumente oder Zuspieler – zusammen und führt die Signale nach Pegel- und Klangregelung zu den Ausgängen.

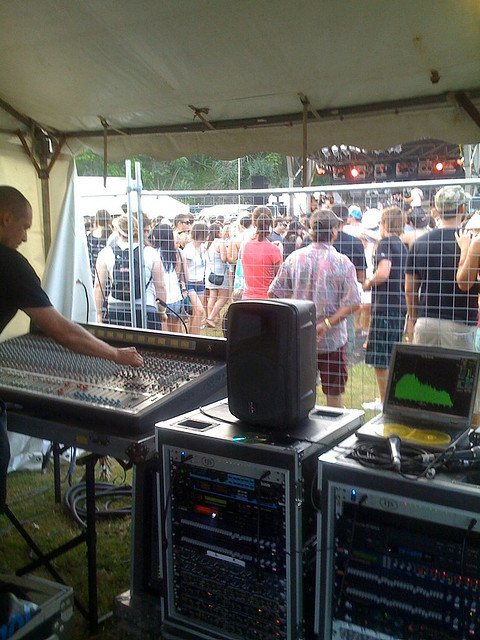
Front of house: Die Arbeitsstation des Livetechnikers

Für die Musiker auf der Bühne sind Studiomonitore bzw. Bühnenmonitore (oder In-Ear-Monitoring) unerlässlich. Diese Lautsprecher sind so ausgerichtet, dass Interpreten ihre eigene Stimme und Instrumente hören können. Ohne Monitoring würden gerade Schlagzeug oder große Lautsprecher praktisch nur Hallfahnen zurückwerfen, die das Zusammenspiel erschweren. Monitorsysteme vermitteln den Künstlern auf der Bühne einen ähnlichen Höreindruck wie dem Publikum und erleichtern so die Koordination beim Spiel. Moderne Live-Mischpulte sind sowohl analog als auch digital verfügbar und oft für den Transport ausgelegt. Digitalkonsolen bieten heute viele Kanäle, integrierte Effekte und Speicherplätze, während traditionelle analoge Pulte ohne Rechner auskamen.
Neben Lautsprechern und Mischpult gehören zur Live-Technik auch Mikrofone (Kabel und Funk), DI-Boxen, Verstärker (z. B. für Gitarren oder Keyboards) und Verkabelung. Leistungsschlitzwägen und Line-Array-Systeme (mehrere übereinandergehängte Lautsprecher) sind Beispiele für moderne Beschallungstechnik. Verantwortlich für Aufbau und Betrieb sind Tontechniker und Roadies, die Bühne, Technik und Klang optimieren.

## Instrumententechnik (elektronische Instrumente, MIDI, Sensorik)

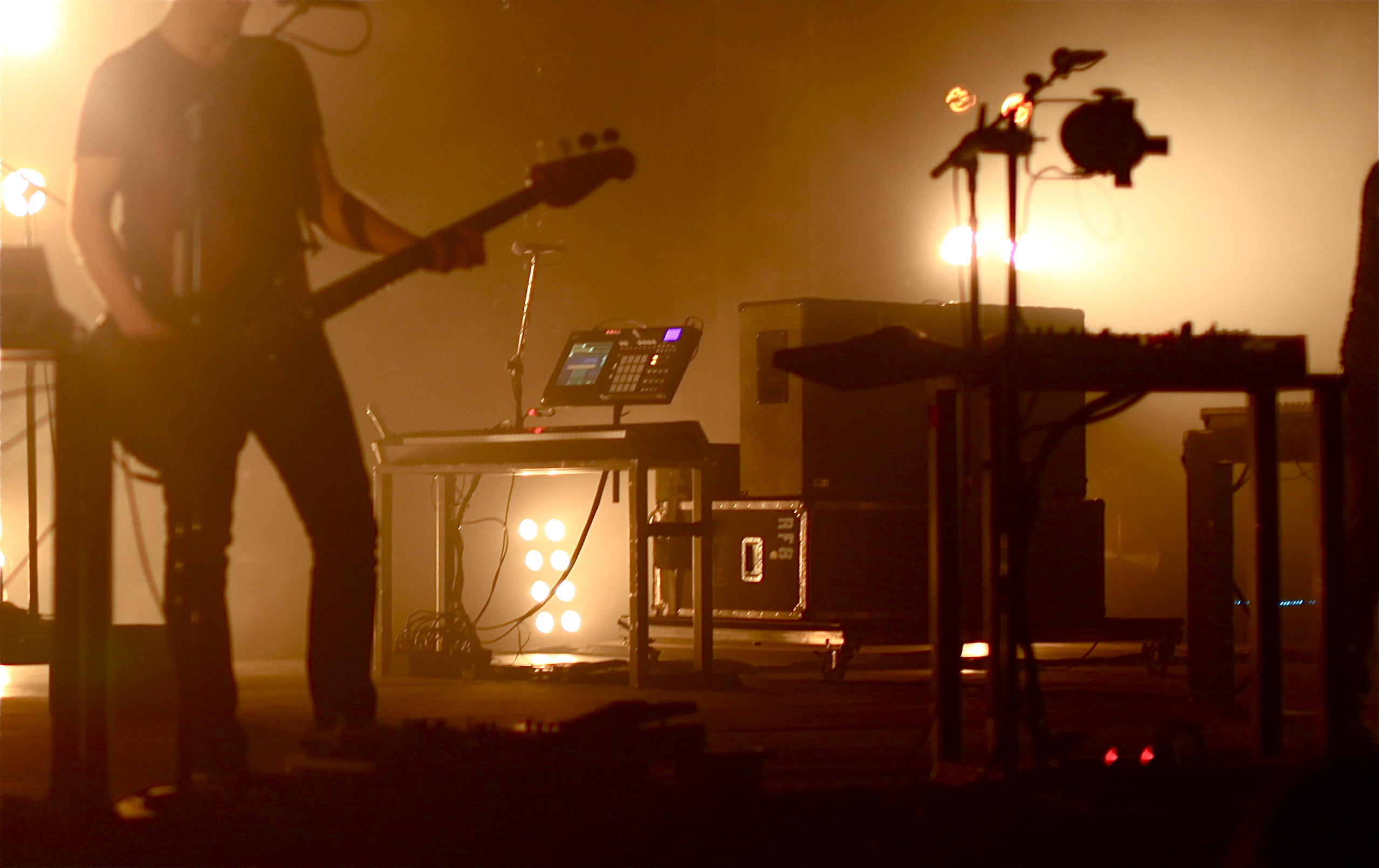
Das Midi Gerät „Akai MPD32“, hier verwendet von der Band Nine Inch Nails

Die Instrumententechnik befasst sich mit Konstruktion und Einsatz moderner Musikinstrumente. Elektrische Gitarren, Verstärker und Effektgeräte sind schon lange Standard; heute dominieren vor allem komplett elektronische Instrumente und Hybridformen. So haben sich in den letzten Jahrzehnten Synthesizer und Digitalpianos etabliert. Der Moog-Synthesizer von 1964 war das erste modulare Instrument dieser Art und begründete den Siegeszug der analogen Synthese. Heutige Synthesizer arbeiten mit verschiedenen Verfahren wie subtraktiver, FM- oder additiver Synthese, um Klangspektren elektronisch zu erzeugen. Sie können klassisches Instrumentenklangspektrum nachbilden oder völlig neuartige Klänge schaffen. Oft sind mehrere Syntheseverfahren in einem Gerät kombiniert; durch MIDI lassen sich solche Geräte untereinander verkabeln und synchronisieren. MIDI (Musical Instrument Digital Interface) ist seit 1982 Standard und ermöglicht die Steuerung von Synthesizern, Drums, Samplern und Effekten über einen einheitlichen digitalen Datenstrom.
Neueste Entwicklungen nutzen Sensorik und Interfaces jenseits von Tasten und Saiten. Beispielhaft lassen sich MIDI-Controller nennen, die über Bewegungserkennung oder Drucksensoren Klangparameter steuern. Klassische MIDI-Keyboard-Controller imitieren zwar ein Klavier, doch moderne Controller können beliebige Steuerbewegungen einbinden (z. B. 3D-Gestensteuerung, E-Drums mit Triggerpads oder empfindliche Berührungssensoren). Solche Technologien erweitern das Spielspektrum und erlauben physische Interaktion mit elektronischer Musik. Insgesamt bilden sie eine Schnittstelle zwischen Mensch und Maschine, die neue künstlerische Ausdrucksformen ermöglicht.